# Grøn sløjd
Under aktiviteten grøn sløjd arbejder man i såkaldt grønt træ (eng.: green wood), dvs. friskfældet træ, der er saftigt og blødt og derfor lettere at bearbejde. Det er derfor en oplagt aktivitet for børn i sløjdundervisningen, men det er ikke en ny aktivitet, for ved huggehusarbejde har man tilbage i tiden brugt frisk træ i stor udstrækning.

## Det friske træs egenskaber
Det friskfældede træ er lettere at bearbejde, men et arbejdsemne kan ikke uden videre vente en uge på at børnene skal have deres næste sløjdtime, men det kan gemmes i en plastikpose. Går der mere end en uge, begynder træet at mugne. Det er derfor bedst, hvis der er mulighed for at gemme plastikposerne med ufærdige emner i en dybfryser. Så kan det holde sig frisk længere. En ting man skal lære, er at træet trækker sig sammen, når det tørrer, og er man uheldig, revner det. Et eksempel på, at man kan udnytte sammentrækningen, ser vi ved fremstillingen af en rive. Til rivens tænder bruges træpinde, der er tørre i forvejen, og de sættes ind i et frisk træstykke, der kommer til at stramme om tænderne, når det tørrer. Derved undgår man brugen af lim, som ikke var så let tilgængelig i tidligere århundreder. Samme teknik anvendes til at sætte ben på en skammel. 

## Værktøj til grøn sløjd
- Gammelt værktøj (stadig brugt i sløjd)
  - snittebænk
  - tængsel
  - snittekniv, sløjdkniv
  - båndkniv
  - skekniv

- Gammelt værktøj (stadig brugt både professionelt og i sløjd)
  - flækkejern (kløvejern)
  - økse
  - kiler
  - grensav
  - boremaskine og bor

- Nyt værktøj (med speciel anvendelse i grøn sløjd)
  -  »tapbor« til at sætte i elektrisk boremaskine og til hurtigt at lave en tap (f.eks. for enden af stoleben) til at passe i et hul
  - elektrisk akkumulatordrevet boremaskine
  - grendåsehøvl (speciel krøshøvl udviklet på Dansk Sløjdlærerskole)
  - Lille Herman (opspændingsbuk udviklet på Dansk Sløjdlærerskole)

## Teknikker
- flækning (kløvning)
- hugning med økse og tængsel
- snitning med forskellige typer knive

## Emner, modeller
- køkkenredskaber
  - smørekniv
  - paletkniv
  - grydeske
  - grilltang
- grendåse
- smykker
- skamler
- legetøj